# Punk jazz
Punk jazz descreve a fusão de elementos da tradição do jazz (normalmente free jazz e jazz fusion dos anos 1960 e 1970), com a instrumentação ou patrimônio conceitual do punk rock (normalmente dos subgêneros mais experimentais e dissonantes, como a no wave e hardcore punk). John Zorn, James Chance and the Contortions, The Lounge Lizards e Jaco Pastorius são notáveis exemplos de artistas de punk jazz.

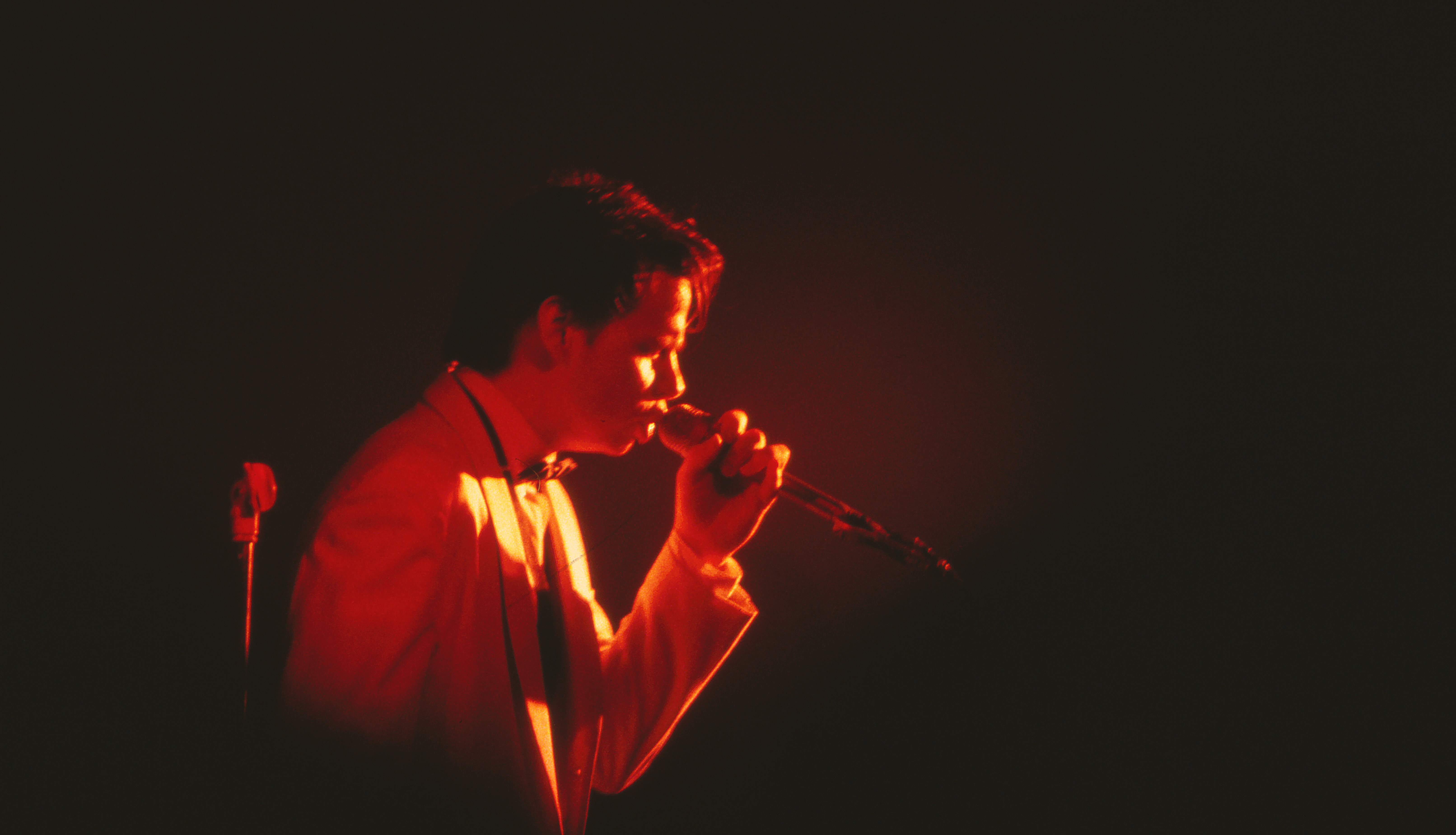
James White em Berlim, 1981.

O estilo teria sua origem ligada as experimentações de músicos de jazz como Ornette Coleman, John Coltrane, Sun Ra e Albert Ayler, que teriam influenciado artistas do rock como MC5, The Stooges, The Velvet Underground, Frank Zappa e Captain Beefheart and His Magic Band. De certa forma pode-se dizer que a cepa mais experimental dos jazz foi muito influente no surgimento do proto-punk nos EUA, contudo foi no final da década de 1970, com o No wave de NY que tal influencia se tornou mais evidente.
Artistas como James Chance and the Contortions e John Zorn utilizavam o saxofone como instrumento solista em duas bandas claramente inspirados no legado do jazz fusion de Miles Davis, porém com uma execução mais direta e crua, por vezes comparada ao free funk de Ornette Coleman.

## Jazzcore
Algumas bandas de jazz punk com influência do punk hardcore, como Zu, 16-17, Pain Killer e Ephel Duath, foram descritas como jazzcore.

## Swing punk
Swing punk é um gênero criado pela fusão de elementos de punk rock, jazz e swing revival. Cherry Poppin 'Daddies foram descritos como incorporando elementos punk e ska em swing e jazz.